# Jason Anderson
Jason Anderson   (Edgewood, 17 de febrer de 1993) és un pilot professional de motocròs nord-americà que competeix als Campionats AMA des del 2011. A data de 2023 n'havia guanyat dos títols de supercross, el darrer dels quals, el 2018, amb rang de campionat del món.
Anomenat "El Hombre" (en castellà), competeix des de finals del 2021 amb l'equip Monster Energy Kawasaki després d'haver corregut durant quasi tota la seva carrera amb l'equip Rockstar, dins el qual va competir amb motos Suzuki, KTM i, finalment, Husqvarna. Durant tres temporades es va entrenar amb el campió de supercross Ryan Dungey (tal com varen fer també Marvin Musquin, Cooper Webb, Adam Cianciarulo i Zach Osborne) sota la direcció de l'entrenador professional de motocròs Aldon Baker.

## Biografia
Fill de Mike i Darla Anderson, Jason va començar a córrer amb motos de fora d'asfalt des de petit. Els seus avis, amb qui se sent molt unit, l'acompanyaven a les curses. El 2011 va esdevenir pilot professional i el 2014 es va traslladar a Florida per a entrenar amb Aldon Baker. El 2020 va deixar les instal·lacions de Baker i es va traslladar a Califòrnia. El 2022 va tornar al seu estat natal de Nou Mèxic i, des d'aleshores, s'entrena a la seva pròpia pista allà i a Califòrnia.
Jason està casat amb Kenzie (Meads) Anderson, una influenciadora de TikTok i Instagram (van fer una escapada a Las Vegas per a casar-se el 2021). Jason té també un popular canal a YouTube, Team Fried, que va crear amb els seus amics Matt Rice i Tom Journet. A l'abril de 2023, Jason i Kenzie van tenir una filla, Siggy.

## Palmarès
Títols per any
A 1 de gener de 2025
| Any  | Equip     | Campionat      | Classe       |
| ---- | --------- | -------------- | ------------ |
| 2014 | KTM       | AMA Supercross | 250cc (West) |
|      |           |                |              |
| 2018 | Husqvarna | AMA Supercross | 450cc        |

1. ↑  Rang de Campionat del Món FIM